# Xanthocercis
Xanthocercis é um género botânico pertencente à família Fabaceae.